# Godelieve de Gistel
Godelieve de Gistel (ou Godeleine en Flandre française et en Wallonie), née en 1045 à Wierre-Effroy et morte le 6 juillet 1070 à Gistel, est une jeune femme issue de la noblesse flandrienne.
Délaissée par son mari qu'elle ne cessa d'aimer, et maltraitée par sa belle-mère, elle meurt assassinée. Elle est considérée comme sainte et martyre.
Liturgiquement elle est commémorée le 30 juillet par l'Église catholique et en Flandre le 6 juillet par l'Église orthodoxe.

## Biographie
Godelieve est la fille d'Hemfried de Wierre-Effroy, Baron d'Hardifort, issu de la noblesse flandrienne et d'Odgive de Boulogne, issue de La maison de Boulogne, famille de la noblesse franque issue de la maison de Flandre. Elle a deux sœurs, Ogide et Adèle.
Elle vient au monde dans le château de Londefort dans le hameau de Hondefort à Wierre-Effroy où son père est seigneur. Belle et aimable, la jeune fille de 25 ans refuse les prétendants, souhaitant devenir religieuse.
Un noble, d'origine danoise, Bertholf de Ghistelles, fils de Wulfart de Ghistelles, né à Sainte Aemond au Danemark et d'une des filles de Baudouin IV de Flandre veut à tout prix l'épouser, et pour atteindre son but, la demande par l'entremise d'Eustache II de Boulogne, comte de Boulogne, suzerain du père de Godelieve, lequel ne peut alors refuser.
Le jour du mariage, l’attitude de Bertholf change, il devient froid, lointain et méprisant. Il se désintéresse de son épouse. Il fait accélérer le départ vers son château de Gistel, près d’Ostende. Godelieve, en quittant le manoir de son père, plante une quenouille dans un petit bois et une source en jaillit.
Godelieve est très mal reçue par sa belle-mère qui la jalouse, la persécute, l'oblige à vivre dans une cellule minuscule, sans la nourrir adéquatement. Ce qui n'empêche pas Godelieve de partager ses maigres victuailles avec les pauvres. De son côté, Bertolf fait courir des rumeurs calomnieuses à son sujet, et le mariage n'est pas consommé.
Après quelque temps, Godelieve s'enfuit et retourne chez ses parents. Son père fait appel à l'évêque de Tournai pour obliger Bertholf à reprendre son épouse et à lui rendre ses droits et sa dignité d'épouse.
L'histoire éclate et Bertholf échappe de peu à l’opprobre général. Il fait amende honorable, se repent, jure à Godelieve, à ses parents et aux autorités ecclésiastiques qu’il regrette ses gestes. Il promet d’avoir une conduite irréprochable vis-à-vis de Godelieve. Inquiète mais prête à pardonner, la jeune femme repart à Gistel.

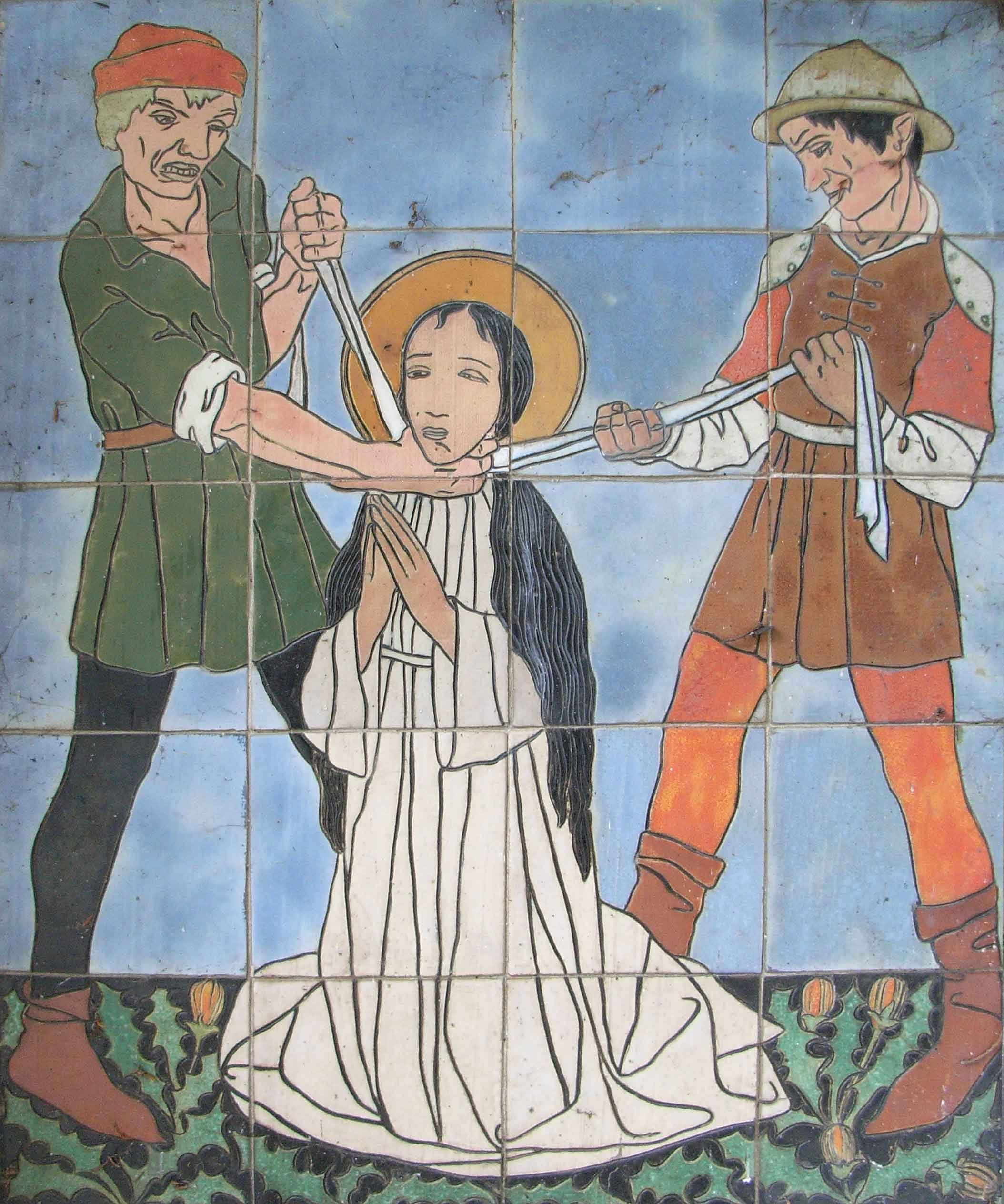
La mort de Godelieve de Gistel. Abbaye de Gistel

Bertholf veut se débarrasser définitivement de Godelieve. Il lui faire croire qu’il a demandé les services d’une femme qui a le secret de renouer les liens conjugaux rompus.
Godelieve doit la rencontrer seule, en secret, pendant la nuit. Le 6 juillet 1070 à l’aube, deux serviteurs chargés de sa surveillance viennent la réveiller. Elle doit se rendre au rendez-vous dans ses vêtements de nuit. Une fois sortis du château, ils l’emmènent vers un point d’eau, et là, l’étranglent et la noient pour faire passer ce meurtre pour une mort naturelle. Son corps est ramené en secret jusqu’à sa chambre.
Elle s'est débattue et du sang a coulé à l’endroit où elle a été tuée. Dès les premiers instants, on raconte que le sol sous ses pieds se change alors en marbre blanc, attestant ainsi de sa pureté.
Son époux revient de Bruges en veuf éploré pour éviter les soupçons.
Son mari, la fait inhumer dès le lendemain, dans un caveau de l’église de Gistel. Lors des obsèques, un autre miracle se produit. Une foule immense se déplace et comme la coutume le prévoit, on distribue des pains aux pauvres. Lorsque les pains commencent à manquer, ils se multiplient pour permettre à chacun d’en recevoir.

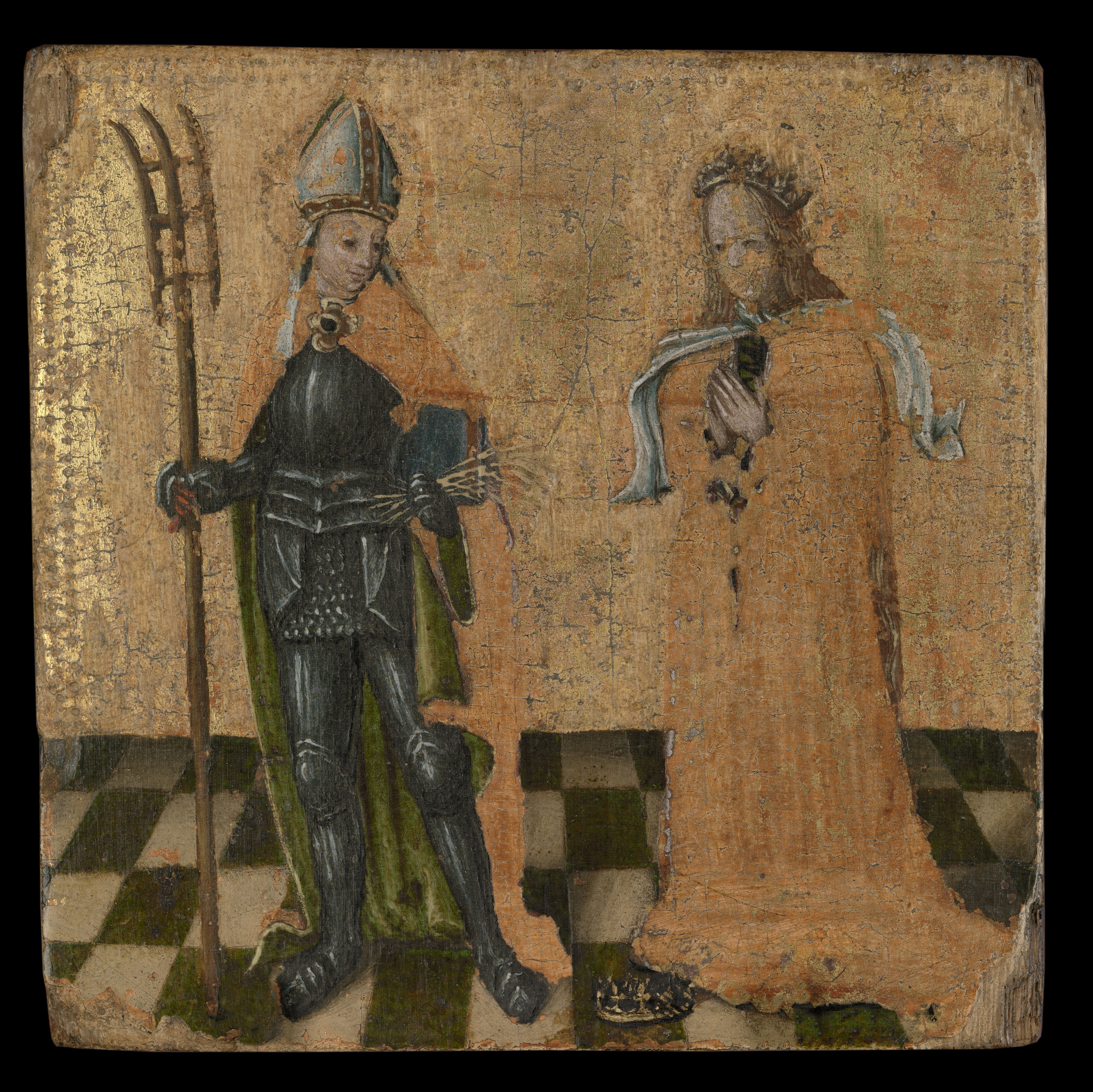
Saint Arnoult de Soissons (à g.) et Sainte Godelieve (à d.). Musée des Beaux-Arts, Gand (ca. 1450).

## La source de Wierre-Effroy
Son caveau puis l’eau dans laquelle Godelieve fut noyée attirent ensuite les infirmes et les malades. Des miracles se produisent très rapidement. La source de Wierre-Effroy devient ensuite un lieu de pèlerinage. Bertholf qui c'est remarié, a une fille, Edith, née aveugle. La tradition relate que l'enfant fut guérie que par l'intercession de Godelieve. Après ce miracle, Bertholf se repent et part à Rome pour obtenir l'absolution de sa faute. Il part ensuite en pèlerinage en Terre sainte et se fait moine à l'abbaye de Saint-Winoc de Bergues où il meurt. Sa fille Edith fonde un monastère bénédictin à Gistel (Ten Putte) sous le patronage de sainte Godelieve.

## Canonisation
Son corps est levé de terre le 30 juillet 1084, par l'évêque Radbod II de Noyon-Tournai, pour la reconnaissance de canonisation.
Les reliques de Godelieve sont visitées par les prélats locaux dans les siècles suivants. Il y a une reconnaissance le 15 mai 1380, une attestation fut rédigée en 1392, une en 1604.
Une visite des reliques, assez mouvementée, fut effectuée le 7 juillet 1719. Une nouvelle reconnaissance a eu lieu le 12 août 1907.
Des parties de ces reliques ont été depuis distribuées à différentes églises. On en trouvait à Tournai, à Gand, à Sleidinge, à Ypres, à Courtrai, au monastère d'Eeckhout (nl) et à Mechelen.

## Souvenir et vénération

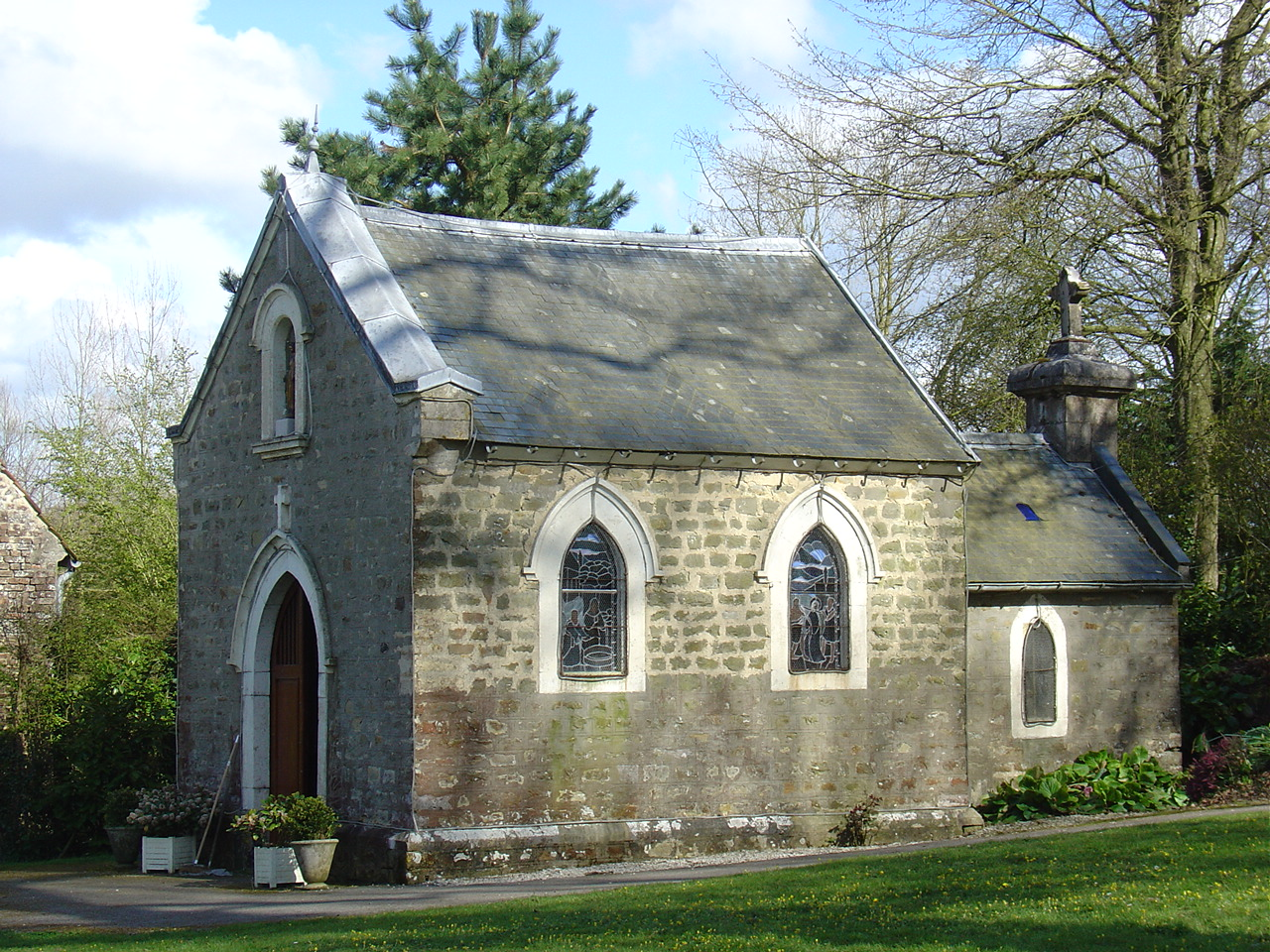
Chapelle Sainte-Godelieve à Wierre-Effroy.

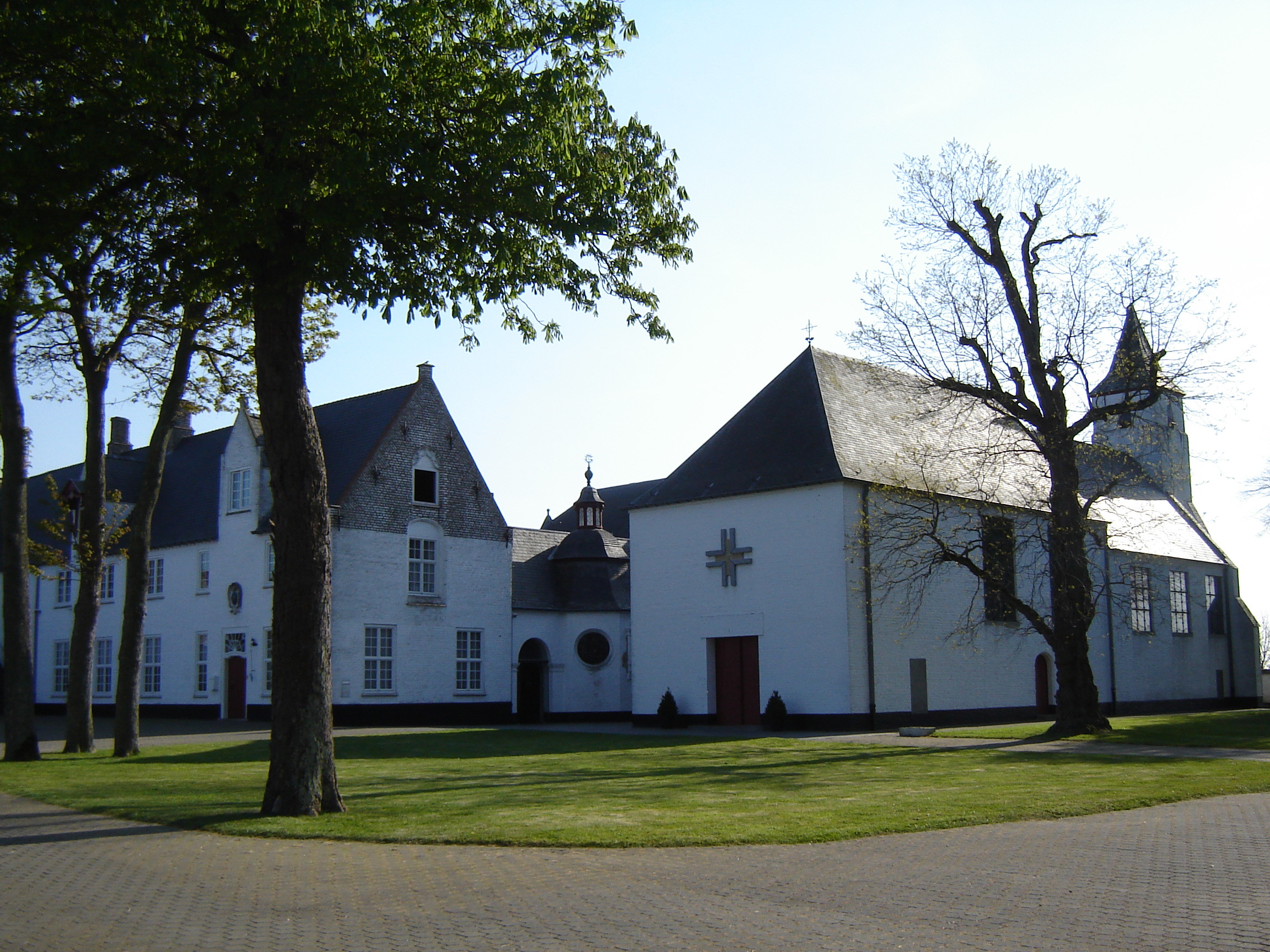
Abbaye Sainte-Godelieve de Gistel.

- Une dizaine d'années après la mort de Godelieve, Drogon de Bergues-Saint-Winoc, alors moine de Gistel, écrit  Vie de Godelieve (Vita Godeliph), œuvre qui détaille la vie de cette dernière[9]. Cette 'Vita' fut complétée plus tard par un compte-rendu de miracles et d'évènements divers, rédigé par un moine, probablement de l'abbaye de Saint-André-lez-Bruges, connu seulement sous le nom de Anonymus Ghistellensis.
- En 1084, l'évêque Radbod II de Tournai et de Noyon fit exhumer le corps de Godelieve en vue de sa canonisation[10]. Depuis lors, cette dernière reçut une grande vénération populaire et fut à l'origine de nombreux miracles[11].

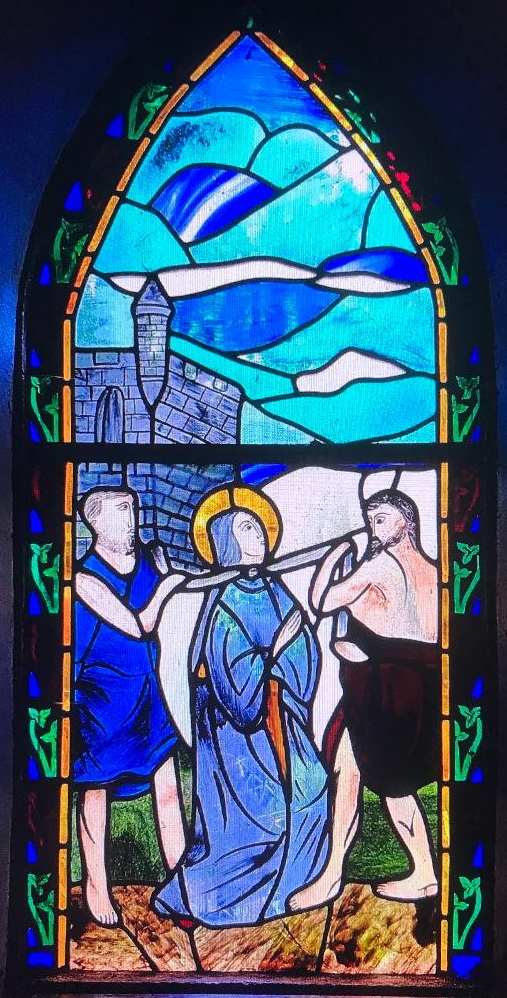
Mort de Sainte Godelieve. Vitrail, Chapelle de Sainte-Godelieve, Wierre-Effroy.

- Mort de Sainte Godelieve. Vitrail, Chapelle de Sainte-Godelieve, Wierre-Effroy.Une procession dédiée à Sainte Godelieve, comptant plus de mille participants, parcourt chaque année les rues de Gistel, le premier dimanche après le 6 juillet. Cette tradition existe depuis 1459[12].
- Une petite chapelle qui lui est dédiée existe dans son village natal de Wierre-Effroy au hameau Londefort, à l'intérieur de laquelle se trouve une source dite miraculeuse. L'édifice, construit en 1782 et rebâti en 1829, comporte plusieurs vitraux retraçant la vie de la sainte[12].
- À Gistel, est fondée autour du puits où fut jeté le corps de Godelieve en 1070, l'abbaye de Ten Putte qui deviendra l'abbaye Sainte-Godelieve. On peut y observer une chemise, que la légende attribue à Godelieve.
- Dans l'iconographie, Sainte Godelieve est généralement représentée avec un foulard ou une corde autour du cou, rappelant sa mort par strangulation.

### Liens externes

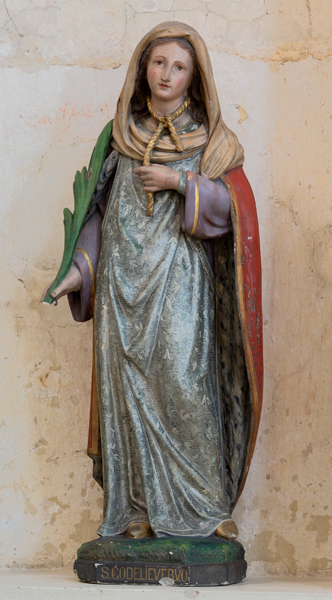
Sainte Godelieve. Bois polychrome, église Saint-Laurent d'Ename, Audenarde (Belgique).